# Кокошкины
Кокошкины (Какошкины, Кокушкины) — древний дворянский род.
Род Кокошкиных был внесён Герольдией в VI часть родословной книги Московской, Нижегородской и Санкт-Петербургской губерний Российской империи.

## Происхождение и история рода
Происходит от легендарного касожского князя Редеди, потомок которого Василий Васильевич Глебов, по прозванию Кокошка, стал родоначальником Кокошкиных. Сыновья и потомки писались уже не Глебовы, а Кокошкины.
Григорий Васильевич Кокошкин погиб в битве на реке Свияге († 1547) (см. Казанские походы). Семён Иванович упоминается в Шведском походе (1547). Опричником Ивана Грозного записан Кокошкин Пятой (1573). Семён Никифорович воевода в Ливонском походе (1578).
Неупокой Андреевич († 1640) дьяк поместного приказа и воевода в Таре. Роман Гаврилович Кокошкин погиб в сражении с поляками под Смоленском в 1634 году. Сын его Яков Романович, стряпчий, послан гонцом в Данию (1660). впоследствии стольник. Стольник Леонтий Романович за злоупотребления при найме подвод для провианта, казнён через повешение (1701).

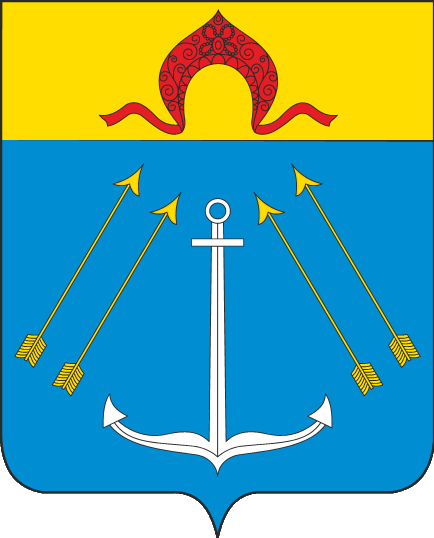
герб дп Кокошкино, в основу которого положены фигуры из родового герба Кокошкиных

## Описание гербов

#### Герб Кокошкиных 1785 г.
В Гербовнике Анисима Титовича Князева 1785 года имеется изображение печати с гербом генерал-поручика Фёдора Ивановича Кокошкина: в серебряном поле щита изображен серый якорь, с двух сторон которого по две серые стрелы, остриями кверху обращенные и несколько косо положенные. Щит увенчан коронованным дворянским шлемом с шейным клейнодом (нашлемник и намёт отсутствуют). Вокруг щита военная арматура в виде: знамён, пушек, сабель, колчана со стрелами, барабанов.

#### Герб. Часть X. № 74.
В щите, имеющем голубое поле изображены якорь и по сторонам оного вверху по две стрелы серебряных, острием вверх обращенных.

Щит украшен дворянским шлемом и короною с тремя над оною страусовыми перьями. Намет на щите голубой, подложенный серебром.— Герб рода Кокошкиных внесен в Часть 10 Общего гербовника дворянских родов Всероссийской империи, стр. 74

## Известные представители
- Кокошкин Венедикт — дьяк, воевода в Пскове (1614).
- Кокошкин Неупокой — дьяк (1627—1629), воевода в Таре (1632—1634).
- Кокошкин (Кокушкин) Иван — воевода в Ярославле (1632).
- Кокошкин Семён — приказный, воевода в Борисове (Царёв-Борисов) (1635—1641).
- Кокошкин Неупокой Андреевич — московский дворянин (1636—1640).
- Кокошкин Яков Романович — стряпчий (1658), стольник (1676).
- Кокошкин Иван Романович — стряпчий, убит под Севском (1658).
- Кокошкин Иван Романович — воевода в Кузнецке (1664).
- Кокошкин Родион — воевода в Старой-Русе (1671).
- Кокошкин Леонтий Яковлевич — стольник царицы Натальи Кирилловны. (1676).
- Кокошкин Иван Михайлович — стольник (1689—1692)[9][10].
- Фёдор Иванович Кокошкин (1713—1785) — внук стольника Леонтия Романовича; генерал-поручик.
- Фёдор Фёдорович Кокошкин (1773—1838) — драматург.
- Сергей Александрович Кокошкин (1785—1861) — генерал от инфантерии и сенатор
- Николай Александрович Кокошкин (1792—1873) — действительный тайный советник, дипломат.
- Иван Алексеевич Кокошкин — двоюродный брат драматурга, Ф. Ф. Кокошкина.
- Фёдор Фёдорович Кокошкин (1871—1918) — один из основателей Конституционно-демократической партии, юрист и депутат Государственной думы I созыва.